# Arminiaanse Glop
Het Arminiaanse Glop is een steeg in de binnenstad van de Noord-Hollandse stad Hoorn. De steeg is vernoemd naar de arminianen, een ander woord voor remonstranten, die vernoemd zijn naar Jacobus Arminius. Het huidige Arminiaanse Glop is een restant van het originele glop; dit liep door tot aan de (Gedempte) Turfhaven. Aan dit glop stond een remonstrantse kerk. Heden ten dage bevinden zich er een paar woningen aan de steeg. Later verhuisden de remonstranten naar het Foreestenhuis.
Straten: ABC
· Achter de Vest
· Achter op 't Zand
· Achterom
· Achterstraat
· Appelhaven
· Baanstraat
· Bierkade
· Binnenluiendijk
· Breed
· Breestraat
· Buurtje
· Dal
· Draafsingel
· Dubbele Buurt
· G.J. Henninkstraat
· Gasfabriekstraat
· Gedempte Appelhaven
· Gedempte Turfhaven
· Gerritsland
· Gouw
· Grashaven
· Gravenstraat
· Grote Noord
· Grote Oost
· Hoge Vest
· Jeudje
· Italiaanse Zeedijk
· Keern (gedeeltelijk)
· Kerkstraat
· Kleine Noord
· Kleine Oost
· Koepoortsweg (gedeeltelijk)
· Korenmarkt
· Korte Achterstraat
· Kruisstraat
· Kuil
· Lange Kerkstraat
· Lindestraat
· Munnickenveld
· Muntstraat
· Nieuwe Noord
· Nieuwendam
· Nieuwland
· Nieuwstraat
· Noorderstraat
· Onder de Boompjes
· Oude Doelenkade
· Pakhuisstraat
· Peperstraat
· Ramen
· Scharloo
· Schuijteskade
· Slapershaven
· Spoorstraat
· Trommelstraat
· Turfhaven
· Veemarkt
· Veermanskade
· Venidse
· Vijzelstraat
· Vismarkt
· Visserseiland
· Vollerswaal
· West
· Westerdijk
· Wisselstraat
· Zon

Pleinen: De Driestal
· Kazerneplein
· Kerkplein
· Koepoortsplein
· Noorderveemarkt
· Roode Steen
· Vale Hen

Stegen: 't Glop
· Appelsteeg
· Arminiaanse Glop
· Bagijnensteeg
· Bottelsteeg
· Bottersteeg
· Broeksteeg
· Brouwerijsteeg
· Clara's Klooster
· De Zak
· Duinsteeg
· Foreestensteeg
· Geldersesteeg
· Gortsteeg
· Hanekamsteeg
· Hemelsteeg
· Hoogesteeg
· Jan Haringsteeg
· Jan van Necksteeg
· Jeroenensteeg
· Kleine Havensteeg
· Kloppoort
· Knipboogsteeg
· Mallegomsteeg
· Melknapsteeg
· Molsteeg
· Mosterdsteeg
· Nieuwsteeg
· Oosterkerksteeg
· Paardensteeg
· Paradijssteeg
· Pieterseliesteeg
· Pompsteeg
· Proostensteeg
· Schellinkhoutersteeg
· Schoolsteeg
· Schotland
· Sliep Schaar en Messteeg
· Slijksteeg
· Smelterssteeg
· Tempelsteeg
· Turfsteeg
· Watertje
· Wester St. Jansteeg
· Wijdebrugsteeg
· Wijdesteeg
· Zevenhoeksesteeg
· Zoutkeetsteeg